# Bolla-aquaduct

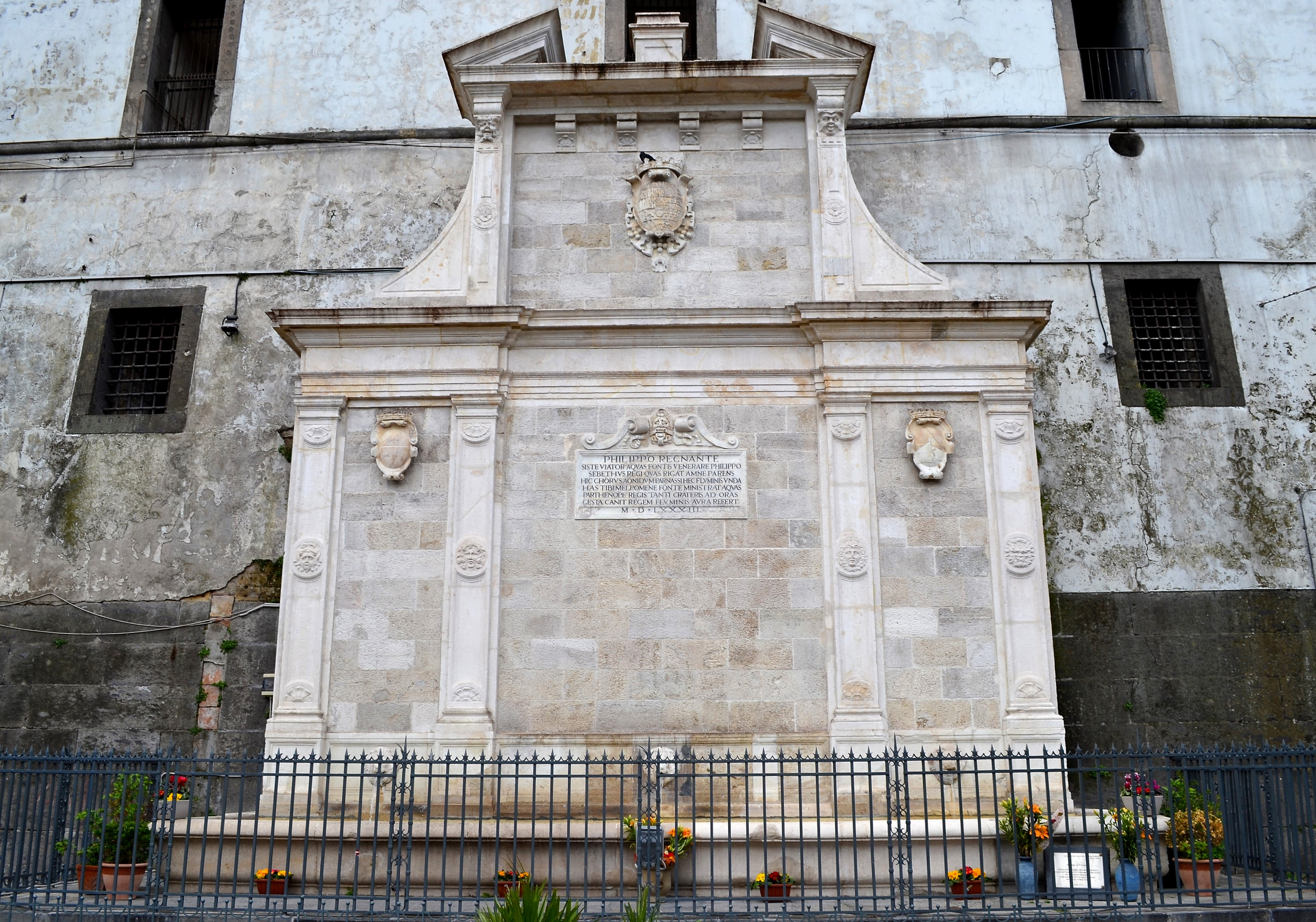
Bij de 16e-eeuwse Fontana del Formiello (aan de Porta Capuana en het Castel Capuano) kwam het Bolla-aquaduct de stad binnen.

Het Bolla-aquaduct (Italiaans:  Acquedotto della Bolla) is een aquaduct dat de stad Napels sinds de oudheid van water voorziet.

## Beschrijving
Het ongeveer 10 km lange aquaduct loopt gedeeltelijk ondergronds en gedeeltelijk in open lucht. Het capteert zijn water in de Volla-vlakte ten oosten van de stad door middel van tunnels. Vanaf de Monte Somma op 19 m boven de zeespiegel voert het aquaduct naar de Capuaanse Poort op een hoogte van 13 m. Een tweede tak bediende de watermolens in de streek. In de stad vertakt het aquaduct zich in een distributienet, uitgehouwen in de Napolitaanse tufsteen.

## Geschiedenis
Aangenomen wordt dat het aquaduct werd aangelegd omstreeks 400 v.Chr., niet lang na de stichting van Napels als de Griekse kolonie Neapolis. In de Romeinse tijd kwam er vanaf ca. 30-20 v.Chr. een tweede watertoevoer met het veel langere Serino-aquaduct, maar dat bracht water van mindere kwaliteit en het raakte in de middeleeuwen buiten gebruik door aardverschuivingen.
Tijdens de Gotische Oorlog nam de Byzantijnse generaal Belisarios in 536-537 Napels in door zeshonderd soldaten door het Bolla-aquaduct te sturen. Koning Alfons de Grootmoedige kende deze taktiek uit Prokopios en paste hem in 1442 opnieuw toe, misschien op aangeven van Diomede Carafa. De verdedigers waren zich bewust van het risico, maar het plaatsen van muren, hekkens en putbewakers volstond niet om de indringers tegen te houden.
Omdat de vroegmoderne stadsgroei voor waterschaarste zorgde in Napels, werd in 1629 een tweede watertoevoer geopend met het Carmignano-aquaduct. Vanaf 1881 werd het moderne Serino-aquaduct aangelegd, volledig ondergronds en onder druk. Kort vóór voltooiing deed zich in 1884 een laatste cholera-epidemie voor. Het Bolla-aquaduct werd vanaf de jaren 1930 weer in gebruik genomen voor de lokale nijverheid. Tijdens de Tweede Wereldoorlog dienden de tunnels als schuilkelder.

## Voetnoten
1. ↑  M. Rasulo, "Bolla Aqueduct: a Two-Thousand-Year Lasting Service" in: Hydraulic Information Management, ed. C.A. Brebbia, 2002, p. 375-376
2. ↑  A.F.C. Ryder, Alfonso the Magnanimous. King of Aragon, Naples, and Sicily, 1396-1458, 1990, p. 244-246